# Welkom (Vrijstaat)
Welkom is een plaats met 65.000 inwoners in het noordelijke deel van de provincie Vrijstaat in Zuid-Afrika. De plaats is gesticht en ontwikkeld door de goudmijnen in die streek als een modeldorp hoofdzakelijk voor de mijnwerkers. Er is een theorie dat de goudmijnen eerst Odendaalsrus benaderd hebben voor verdere ontwikkeling, maar nadat de onderhandelingen afgebraken, is men Welkom gaan ontwikkelen.
Er bevindt zich een modern race-circuit waarop regelmatig Grand-Prix-wedstrijden plaatsvinden.

## Subplaatsen
Het nationaal instituut voor de statistiek, Stats SA, deelt sinds de census 2011 deze hoofdplaats in in 25 zogenaamde subplaatsen (sub place), waarvan de grootste zijn:
Bedelia • Bronville • Dagbreek • Doorn • Flamingo Park • Reitzpark • Rheederpark.

## Geboren
- Mark Shuttleworth (1973), Zuid-Afrikaanse ondernemer en ruimtetoerist
- Dricus du plessis (1994) Zuid-Afrikaanse ufc middleweight kampioen